# (30) Urania
(30) Urania es un asteroide perteneciente al cinturón de asteroides descubierto por John Russell Hind el 22 de julio de 1854 desde el observatorio George Bishop de Londres, Reino Unido. Está nombrado por Urania, una diosecilla de la mitología griega.

## Características orbitales
Urania orbita a una distancia media de 2,366 ua del Sol, pudiendo alejarse hasta 2,666 ua y acercarse hasta 2,066 ua. Tiene una excentricidad de 0,1268 y una inclinación orbital de 2,098°. Emplea en completar una órbita alrededor del Sol 1329 días.